# La Regla de Perandones
La Regla de Perandones (en asturiano y oficialmente: La Riela) es una parroquia del concejo de Cangas del Narcea, en el Principado de Asturias, España.